# 国際紛争平和的処理条約
国際紛争平和的処理条約（英: Convention for the Pacific Settlement of International Disputes、仏: Convention pour le règlement pacifique des conflits internationaux）は、国際紛争の平和的解決を包括的に規定した条約である。

## 概要
1899年・1907年の二度にわたって開かれたハーグ平和会議は、ハーグ陸戦条約などの採択により戦時国際法の成文化を実現した一方で、紛争の平和的解決の分野では本条約をもたらした。
本条約は、それ以前から国際紛争解決のため行われていた周旋・居中調停（仲介）・仲裁裁判の手続を整備するとともに、事実問題の調査を行う国際審査の制度を定めた。また、仲裁裁判の利用を容易にするため本条約によりハーグに常設仲裁裁判所が創設された。
その後、一般的な司法裁判所として1921年に国際連盟により常設国際司法裁判所が設置され、次いで第二次世界大戦後、国際連合の一機関として国際司法裁判所が発足したことにより、今日では常設仲裁裁判所が利用されることはほとんどなくなっている。

## 構成
- 第1章　一般平和ノ維持
- 第2章　周旋及居中調停
- 第3章　国際審査委員会
- 第4章　国際仲裁裁判
- 第5章　附則